# إدوارد مارسيل
إدوارد مارسيل (بالفرنسية: Édouard Charles Georges Marcelle)‏ هو مجدف فرنسي، ولد في 1 أكتوبر 1909 في رانس في فرنسا، وتوفي بنفس المكان في 9 نوفمبر 2001.

## وصلات خارجية
- إدوارد مارسيل على موقع الاتحاد الدولي للتجديف (الإنجليزية)
- إدوارد مارسيل على موقع اللجنة الأولمبية الدولية (الإنجليزية)
- إدوارد مارسيل على موقع أوليمبيديا (الإنجليزية)